# مبرهنة يابانية في رباعي دائري

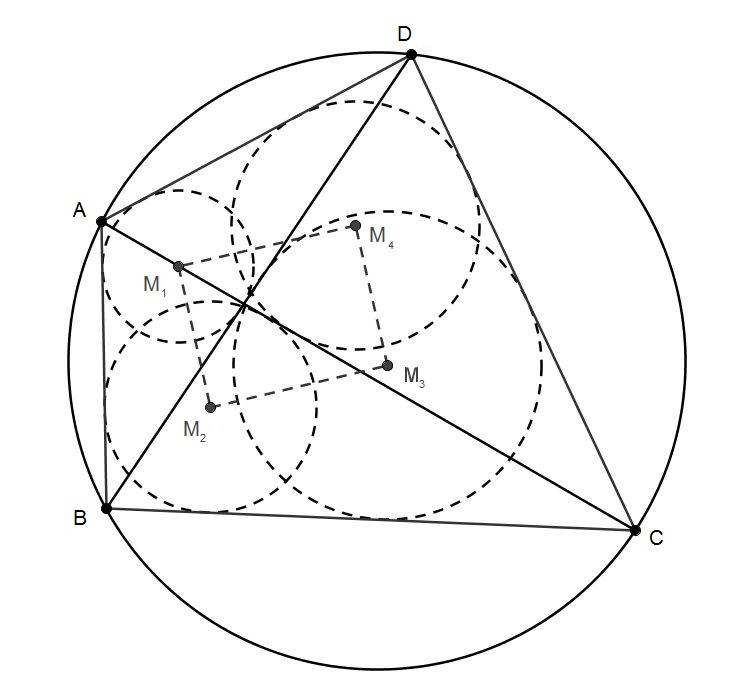

في الهندسة الرياضية، تنص المبرهنة اليابانية في الرباعي الدائري على أن مراكز الدوائر الداخلية لمثلثات معينة داخل رباعي دائري تشكل رؤوس مستطيل.
بتثليث رباعي ما عن طريق رسم أقطاره، ينتج لدينا أربع مثلثات متراكبة، إن مراكز الدوائر الداخلية لهذه المثلثات الأربعة تقع على رؤوس |مستطيل.